# Лялево
Лялево или Ляльово е бивше село в България, заличено от регистрите през 1960 година. Селото е известно с това, че е било единственото гръцко мюсюлманско село на територията на България.

## География
Лялево е било разположено в Югоизточен Пирин на 14 километра южно от град Гоце Делчев в източното подножие на Лалевския връх или Света Елена.

## История
Селото е споменато като Лялева в османски регистри от 1623 – 1625 и 1635 – 1637 година с по 2 християнски домакинства.
След 1821 година населението на Лялево се състои основно от гърци-мюсюлмани (валахади). Според предания, записани от Васил Кънчов те са преселници от Мадемските села в Халкидика през първата четвъртина на XIX век и приели исляма за да се предпазят от кланетата на гръцкото население след неуспешното Халкидическо въстание от 1821 година. В 1848 година руският славист Виктор Григорович пише в „Очерк путешествия по Европейской Турции“, че жителите на Лялуху са „гръцки помаци“. В „Етнография на вилаетите Адрианопол, Монастир и Салоника“, издадена в Константинопол в 1878 година и отразяваща статистиката на населението от 1873 година, Лялово (Lialovo) е посочено като село с 90 домакинства и 220 жители мюсюлмани.
Според Стефан Веркович в 1889 година в Лялюво има 90 домакинства с 300 жители гърци-мохамедани.
В 1891 година Георги Стрезов пише:
| „ | Ляльово, село на Ю от Неврокоп 3 часа, до самия път от Сяр за Неврокоп. Голо и каменисто място; ражда се добро грозде; винарството е главният поминък на селянете. Няколко нивя има по Либяхово и Копривлен. Къщи 80; всичките са мусулмане по вяра, говорят гръцки и са преселени преди стотина години от зъхненското село Лъквица до Скрижово. От Лъквица сега се откриват остатки. | “ |

След Междусъюзническата война, когато Лялево влиза в границите на България населението му се изселва в Гърция. Част от него се връща през 1916 година, но в 1928 година се изселва отново – този път – в Турция. В 1926 – 1928 в Лялево са заселени българи бежанци от Егейска Македония. Впоследствие селото прекратява съществуването си поради изселване на жителите му – предимно към село Копривлен.